# Нубы
«Нубы» (исп. Noobees) — колумбийский семейный телесериал, премьера которого состоялась на канале Nickelodeon в Латинской Америке 17 сентября 2018 года. Премьера второго сезона на канале  Nickelodeon в Латинской Америке состоялась 2 марта 2020 года.

## Сюжет
Сильвия — подросток, увлекающийся баскетболом и тренирующийся с отцом. Её лучшие друзья — Мэтт и Лаура. Мэтт влюблён в Сильвию, но все никак не может ей признаться. Сильвия никогда не интересовалась видеоиграми в отличие от своего брата Эрика, но однажды она понимает, что очень хороша играет.
В чемпионате по киберспорту принимают участие «Рокеры»- успешная команда, состоящая из Рут, Лили, Конга, Давида и Тани, но Рут удаляет Таню из команды. Брат Тани Пабло убеждает её сформировать новую команду. Новая команда состоит из Тани, Пабло, Нико и Эрика. Сильвия также входит в команду и предлагает назвать её "Нубы". Несмотря на недовольство Тани, капитана команды, название прижилось. Символом команды стала пчёлка, а талисманом — Лаура
В первой игре Сильвия встречает Давида. Сначала она увидела его в пиксельной форме, но не придала этому особого значения. Когда игра вот-вот начнётся, она понимает, что её мышь исчезает, поэтому боится, что игра будет отменена. Давида, который является новичком в школе, подвергается буллингу в социальных сетях, потому что все думают, что Сильвия позволила ему победить. Она извиняется перед ним - и в этот момент он влюбляется в неё.
Тренер "Нубов" — Гектор, отец Сильвии и Эрика. Ему не нравится Роберто - тренер "Рокеров" и отец Роберты, самого молодого игрока в "Рокерах", который и заменил Таню
Позже Сильвия обнаруживает у себя силы Косники - аватара из игры, используя наушники Матео - отца Мэтта, который таинственным образом исчез тринадцать лет назад. Все эти силы доставляют Сильвии массу неудобств
Сильвия и Дэвид позже становятся парой, что явно огорчает Рут, которая давно влюблена в Давида. Она предпринимает любые попытки, чтобы разлучить их.
И теперь Сильвии надо придумать как избавиться от суперсил, отбиться от Рут, сохранив любовь Давида, и в конце концов выиграть чемпионат. Сможет ли она решить все свои проблемы и жить счастливо?

## В ролях

### Главные герои
- Michelle Olvera — Сильвия Рохас
- Andrés de la Mora — Давид Ортуз
- María José Vargas — Рут Оливера
- Lion Bagnis — Мэтт
- Ilenia Antonini — Таня Ботеро
- Kevin Bury — Пабло Ботеро
- Brandon Figueredo — Эрик Рохас
- Clara Tiezzi — Лаура Колес
- Karol Saavedra — Роберта Барриос
- Megumi Hasebe — Лили
- Andy Munera — «Николас» Нико
- Felipe Arcila — КОНГ
- Camila Pabón — Нора
- Sergio Herrera — Руфино
- Julián Cerati — Рокко
- Karlis Romero — Афина
- Luis Giraldo — Мэлвин
- Mafe Marín — Джэки
- Juanita Molina — Косника
- Carlos Baez — Крал
- Michell Orozco — Оритзо
- Alejandro Hidalgo — Труэно
- Gina Parra — Фернанда «Звезда»
- Isabella Domínguez — Нина

### Взрослые персонажи
- Luis Fernando Salas — Гектор Рохас
- Óscar Rodo — Роберто Барриос
- Nara Gutierrez — Марина Гомес
- Karen Martínez — Сальма Гомес-Рохас
- Lugo Duarte — Маттео Монтеро
- Marisol Correa — Эмма Монтеро
- Julián Rojas — ГеймОвер (Голос)
- Ian Valencia — ГеймОвер (Аватар)
- Monica Uribe — Дорис Тормента
- Pablo Rodríguez — Артуро

### Второстепенные и приглашённые
- Daniela Vélez — Хелен Сантьяго
- La Pereztroica — Олимпия
- Juliana Velazquez — Соледад
- Manuel Prieto — Мануэль
- Nicolas Vargas — Зазак
- Estiven Urrutia — Аноирам
- Camila Mora — Дюна
- Daniel Moreno — Кевелек
- Laila Camacho — Зилуа
- Stiven Espitia — Adoam
- Jeison Pacheco — Ferbat
- Gonzalo Vivanco — Zigorisko
- Alejandra Duque — Iris

## Список серий и сезонов
|                 | Сезоны | Эпизоды | Эпизоды | Оригинальная дата показа | Оригинальная дата показа |
| Премьера сезона | Сезоны | Эпизоды | Эпизоды | Финал сезона             |                          |
| --------------- | ------ | ------- | ------- | ------------------------ | ------------------------ |
|                 | 1      | 60      | 60      | 17 сентября 2018         | 7 декабря 2018           |
|                 | 2      | 60      | 30      | 2 марта 2020             | 10 апреля 2020           |
|                 | 2      | 60      | 30      | 22 июня 2020             | 31 июля 2020             |

### Сезон 1 (2018)
| № серии | Название                                                          | Описание | Режиссер         |
| ------- | ----------------------------------------------------------------- | --- | ---------------- |
| 01      | Игрок по необходимости «Player by necessity»                      | Новая киберкоманда «Нубы» начинает свой трудный путь к вершине успеха. В составе Таня, Пабло, Эрик, Нико и Лаура. По желанию своего брата, к ним также присоединяется Сильвия, которая никак не связана с киберспортом. | William Barragan |
| 02      | Новичок в беде «Newbie in trouble»                                | Все усилия Эрика, направленные на отмену показательного матча между Сильвией и Давидом, не возымели успеха. Команда сильно поддерживает Сильвию, которая очень волнуется. Но она волнуется из-за того, что прямо перед ней пропала мышка для игры. | William Barragan |
| 03      | Друзья и соперники «Friends and rivals»                           | Давид побеждает в показательном матче, но не победа не приносит ему удовольствия, так как он думает, что Сильвия нарочно поддалась ему, чтобы выставить его плохим игроком. Таня использует эту ситуацию, чтобы понять, что это была стратегия. | William Barragan |
| 04      | В поисках тренера «In search of the coach»                        | Сильвия, Давид и Конг не могут завершить школьное задание, но Давид выступает с речью, которая оставляет учителя в замешательстве. Тем временем, команда ищет нового тренера, не в силах больше выносить строгие режимы тренировок Тани. | William Barragan |
| 05      | Первый матч «The first match»                                     | Поняв, как заставить некоторые вещи исчезнуть, Сильвия пытается вести нормальную жизнь и начинает больше узнавать об игре, ведь ее вскоре ожидает первый матч с командой. | William Barragan |
| 06      | Сильвия в квадрате «Silvia squared»                               | У Сильвии появилась новая суперспособность — клонирование, а вместе с ней и множество проблем в сокрытии своего клона. Когда вторую Сильвию по ошибке доставляют в школу, встреча между двумя девушками кажется неизбежно. | William Barragan |
| 07      | День рождения Мэтта «Matt’s Birthday»                             | На носу день рождения лучшего друга. Но Сильвии не до этого… У нее клон ходит по школе. К счастью, из-за сработавшей пожарной сигнализации встречи с клоном удается избежать. Однако и Сильвия не смогла ее поймать. Тем временем у Тани появляются проблемы из-за случившегося. | William Barragan |
| 08      | Я аватар? «Am I an avatar?»                                       | Сильвия создает еще одного клона, который также выходит из-под контроля и перестает слушать Сильвию. И теперь у Сильвии теперь две ходячие проблемы. В это время Таня проводит расследование и выясняет, что Сильвия превращается в аватара (Коснику) из игры «Лабиринт». Та с трудом ей верит, но решает сосредоточиться на проблемах с клонами. | William Barragan |
| 09      | Очень длинный день «A very long day»                              | Таня обнаруживает, что, как и в игре «Лабиринт», единственный способ избавиться от клонов — это создать множество других клонов. По ее догадке, чем больше число клонов, тем больше энергии расходуется и тем быстрее они могут исчезнуть. Сильвии ничего не остается, кроме как попробовать этот способ. | William Barragan |
| 10      | Наказанная «Punished»                                             | Сильвия, Таня и Лаура решают рассказать об аватаризации Сильвии ее отцу, Гектору. Но они не знают как это сделать. Тем временем у команды скоро намечается еще один матч и Сильвия не хочет, чтобы команда проиграла из-за неё. | William Barragan |
| 11      | В поисках украшений «In search of jewelry»                        | Команда первый раз терпит поражение. Во время него, Рут решает отомстить Сильвии за то, что она сделала во время их матча. Извиняться за Рут приходится Давиду, который к этой проблеме совсем не причастен. | William Barragan |
| 12      | План Рут «Ruth’s plan»                                            | Давиду сильно не нравится видеть Сильвию и Мэтта так близко друг к другу. Тем временем Рут начинает осуществление своего плана по разлучению Давида и Сильвии навсегда. Для этого Нора берет у Сильвии интервью, которое потом редактирует Рут так, чтобы выставить Сильвию виноватой. | William Barragan |
| 13      | Гиперфут на мяче «Hyperfoot on the ball»                          | Новая суперспособность Сильвии — суперскорость, может спасти Давида от удара беспилотником. Однако это делает ситуацию между Давидом и Сильвией еще более неловкой, чем она была. Давид начинает подозревать, что Сильвия преследует его. | William Barragan |
| 14      | Флешкарта Оризо «The Oritzo USB»                                  | Сильвия обнаружена на игровой базе Рокеров в доме Давида. К несчастью для нее и для всей команды, домой Давид вернулся не один, а со всей командой и тренером. После чего Роберто, тренер рокеров, обвиняет Сильвию в шпионаже и требует у LVP дисквалификации всей команды с турнира. В этой же серии начнет вскрываться и другой обман из предыдущей серии. | William Barragan |
| 15      | Команда «Тайны» «The Legend of Mystery Team»                      | Неожиданно для всех, Рут прощает Сильвию и просит у Роберто отозвать свою жалобу на Нубов, иначе неизвестный обнародует манипуляции Рут с интервью Сильвии. Тем временем, у Рокеров намечается важный матч с командой «Тайны» с легендарным «Мистером М» в качестве капитана. | William Barragan |
| 16      | Виртуальный поцелуй «Virtual kiss»                                | По просьбе зрителей, Давид нежно целует Сильвию в щеку в прямом эфире. Отовсюду летят догадки о чём-то большем, чем дружба между Давидом и Сильвией. Вот только командам кажется, что это может негативно повлиять на их игру и теперь Сильвии и Давиду приходится на время скрывать отношения. | William Barragan |
| 17      | Все ради мода «All for a mod»                                     | На игре Сильвии и Давида случается неожиданное: Их аватары (Косника и Крал) целуются. Все в шоке, ведь такого еще никогда не было. LVP посылает делегата, чтобы тот выяснил, что же произошло и почему. А вот любовь Сильвии и Давида становится из-за этого поцелуя только крепче. | William Barragan |
| 18      | Сильвия против Рут «Silvia VS Ruth»                               | Когда Рут пришла к Давиду домой, она была неприятно удивлена, увидев Давида и Сильвию вместе. Давид попытался оправдать это тем, что он пригласил её поговорить о том виртуальном поцелуе. Рут этому не сильно поверила и позже решила бросить Сильвии вызов, который та приняла. | William Barragan |
| 19      | Косплеер или геймер «Cosplayer or gamer»                          | Давид наконец решил признаться Сильвии в чувствах и предложил ей встречаться. Однако Сильвия не знает, что сказать и просит время на обдумывание. К тому же, об их отношениях случайно узнала Роберта. | William Barragan |
| 20      | Новая сила «A new power»                                          | Несмотря на все приложенные усилия, Нубы проигрывают Control Z. Давид приходит к Сильвии, чтобы поддержать её, а та решает воспользоваться моментом для разговора о чувствах. К несчастью, появляется новая суперсила — Гипноз, который прекрасно сработал, изменив сознание Давида явно не в лучшую сторону. | William Barragan |
| 21      | Лучшая геймерская пара «The best pair of gamers»                  | Громадное разочарование настигает Сильвию, когда Давид уходит к Рут, в то время, когда Сильвия уже была готова согласиться встречаться. Теперь Сильвии предстоит разобраться со случившимся, но к счастью с ней рядом есть Таня, Лаура и ее лучший друг Мэтт, который вовремя подставил свое плечо. | William Barragan |
| 22      | Избранный игрок «The featured player»                             | Роберто сказал Давиду ни с кем не встречаться, а Давид теперь с Рут. Правило есть правило. Тренер отстраняет Давида от игры и, к удивлению всех, занимает его место. Вот только играет он очень плохо, но выяснилось это только на матче с командой Электро-Леди. | William Barragan |
| 23      | Миссия: Разгипнотизировать тебя «Mission: Dehypnotize you»        | Давид получает награду, как самый выдающийся игрок прошлого турнира и посвящает эту награду Рут. Он пользуется моментом, чтобы предложить ей встречаться на глазах у всех присутствующих на мероприятии. Сильвия уже осознала, что дело в гипнозе, но она сильно расстроена тем, что ничего не может сделать сейчас, чтобы предотвратить это признание Давида. | William Barragan |
| 24      | Техномагический трюк «A technomagic trick»                        | Проблемы Сильвии увеличились. Теперь она должна не только разгипнотизировать Давида до того, как истечет время и гипноз снять будет нельзя, но и вернуть Мэтту его голос и заставить его забыть все, что с ним произошло. | William Barragan |
| 25      | Признание «The confession»                                        | На шоу техномагии Сильвии удается снять гипноз. Вот только Давид не помнит ничего из последних нескольких дней, в том числе и то, почему начал встречаться с Рут. Давид готов порвать с ней в любой момент, вот только не знает как это сделать, не задев чувства товарища по команде. При этом Давиду также нужно извиниться перед Сильвией за всю эту неразбериху и наконец услышать ее положительный ответ.                                                             | William Barragan |
| 26      | Первое свидание «The first date»                                  | После серии неудач, Давид и Сильвия наконец начали встречаться. Теперь им нужно задуматься о том, как наслаждаться каждым моментом вместе. Вот только первое свидание проходит не так, как хотелось бы. Давид очень волнуется о том, чтобы не разрушить эти прекрасные, но пока недолгие отношения. | William Barragan |
| 27      | Личный тренер «Private trainer»                                   | У Сильвии и Давида новая встреча, вдали от парка, чтобы никто не видел их, так как они все еще не хотят, чтобы все знали, что они встречаются. Несмотря на усилия пары, кто-то их фотографирует и отправляет Рут. | William Barragan |
| 28      | Большой матч «The big match»                                      | Роберто ловит пару как раз на том месте, когда Сильвия хвалила своего «Личного тренера». Роберто это очень не понравилось, но пара приняла решение рассказать всем об их отношениях. К несчастью, это послужило ещё большим мотивом для Рут в осуществлении ее плана по разлучению Давида и Сильвии. Только теперь у нее есть помощник. | William Barragan |
| 29      | Девушка-невидимка «The Invisible Girl»                            | Давид и Сильвия готовятся сделать селфи. Когда нужный угол подобран и камера настроена, осталось только сделать фото. Но Давида ожидает большой сюрприз: Сильвия исчезла. Пятая сила — невидимость, которая как всегда пришла не вовремя. Теперь Сильвия пытается поговорить с Давидом, который её не слышит. | William Barragan |
| 30      | Папа, я аватар «Dad, I’m an avatar»                               | Сильвия страдает от своих сил и не все еще не до конца понимает, что происходит. Она наконец решает рассказать обо всем Гектору, но отец не верит ей. Поэтому девушке придется прибегнуть к помощи подруг, чтобы убедить его. | William Barragan |
| 31      | Тайна суперсил «The Secret of Powers»                             | Гектор не верит в суперсилы Сильвии, пока та не демонстрирует ему суперскорость. Оправившись от шока, он и Сильвия решают начать расследование и выяснить причину аватаризации Сильвии. Вместе они разбирают наушники и обращаются к Эмме, жене Матео и маме Мэтта, за подсказками. | William Barragan |
| 32      | Секрет диска «The secret of the disc»                             | Сильвия пользуется тем, что Мэтт покидает свою комнату и начинает переворачивать вещи своего друга. Она обнаруживает диск, который может содержать информацию, необходимую для расследования. Когда она слышит, что Мэтт возвращается, она использует свои силы, чтобы не быть замеченной. | William Barragan |
| 33      | Нубы против Рокеров «Noobees VS Rockers»                          | К разочарованию Гектора, Сильвии и Тани, информация на первом диске не может быть полностью прочитана без второго. Сильвия решает вернуться в дом Мэтта и продолжить поиски. Тем временем на носу матч между Рокерами и Нубами. Рокеров готовит легендарный киберспортсмен, а у большей части Нубов не особо есть время для тренировок. | William Barragan |
| 34      | Выпускной вечер «The prom»                                        | Приближается бал в честь окончания недели экологии, и Сильвия боится, что не сможет присутствовать из-за проблем, с которыми она столкнулась из-за своих способностей. Информация, найденная на дисках, пока мало чем помогла, и теперь нужно найти третье устройство. | William Barragan |
| 35      | Тайна пятой силы «The Secret of the Fifth Power»                  | Давид и Сильвия ругаются после того, что произошло на балу и уходят раздраженными. Это не могло не порадовать Рут с новой окраской волос. Мэтт решает помочь Сильвии и отдать ей игрушку, подаренную ему отцом, которая и оказывается третьим диском. | William Barragan |
| 36      | Матео жив «Matthew is alive»                                      | Сильвия попадает в Затерянный Город и тут же сталкивается с роботом H3R0, теряя при этом счет времени. Но прежде чем исчезнуть, она успела кое-что обнаружить: Матео, друг Гектора и отец Мэтта, жив! Вот только по возвращении она обнаружила недовольную и ничего не понимающую маму. Она и Гектор принимают решение рассказать ей обо всем. | William Barragan |
| 37      | «Око Зигориско» «The Eye of Zigorisko»                            | Нарушив запрет родителей, Сильвия снова входит в Затерянный Город и говорит с Матео. Кое-как его убедив, они разговаривают о Мэтте, о семье, о времени и о том, как выбраться. Они доходят до загадки, где нужно найти что-то уже в реальной жизни. На этом Сильвия прощается с Матео и, пообещав его спасти, возвращается в реальный мир. Первое что она увидела, это лица родителей, которые не были довольны поступком дочери, но рады, что она вернулась.              | William Barragan |
| 38      | Лучший косплеер «The best cosplayer»                              | Сильвия ищет машину «Око Зигориско», которая является ключом к пониманию того, как остановить процесс «аватаризации». С помощью Давида она узнает, где находится машина, но использовать ее будет непросто, поскольку Роберто не позволит кому-либо приблизиться. В это время у Пабло важное событие: Конкурс косплееров, после которого он уже не уверен в том, кто он: Косплеер или Геймер.                                                                              | William Barragan |
| 39      | Дуэль «The duel»                                                  | После завершения игры на автомате Зигориско, Сильвия берет сотовый телефон, чтобы сфотографировать карту, которая только что появилась в качестве приза. К несчастью, Роберто отключает машину. Он не позволит никому, не говоря уже о Гекторе, использовать его снова. Поэтому Гектор решает отстоять право играть на этом автомате на танцевальной дуэли в честь 20-летия клуба. Вот только есть одна загвоздка: Проигрыш будет стоить ему отказом от тренерства Нубов.  | William Barragan |
| 40      | Заглянуть в музей «Looking at the museum»                         | Гектор победил и может наконец свободно играть на этом автомате. Он побеждает и карта снова появляется. Гектор и Сильвия выясняют, что карта ведет к музею, в который они и напрвляются, чтобы найти новые подсказка. Но вот беда, она совсем забыла о матче Рокеров и команды Тайны, на который обещала прийти и поддержать Давида. Мало того, что они проиграли, так ещё и Сильвия не пришла, что стало для Давида настоящим разочарованием.                             | William Barragan |
| 41      | Сезон передач «Season of transfers»                               | В этой серии мы наконец узнаем, кто такой Мистер М. В это время Гектор и Сильвия пытаются понять, как открыть шкатулку, которую они нашли в музее. А команда вынуждена искать нового игрока, так как выяснилось, что Пабло, к неприятному удивлению всей команды, оказывается решил покинуть команду. | William Barragan |
| 42      | Операция: Купидон «Cupid operation»                               | Гектору, Тане и Сильвии все же удается найти способ открыть эту загадочную шкатулку, в которой оказывается лишь бесполезный кусочек чистой бумаги. Тем временем все больше проявляются чувства Пабло и Лауры, а вот Давид и Сильвия осознают, что у них не все так гладко, как хотелось бы. | William Barragan |
| 43      | Давид ушел из Рокеров? «David out of the Rockers?»                | Сведенные друзьями, Пабло и Лаура наконец встречаться и целуются, пока момент не портит Рут, которая обвиняет Нубов за то, что они хотят взять Лили в свою команду. Чуть позже Давид и Сильвия встречают Хелен, капитана команды Control Z, которая приветствует Давида в своей команде. Стоит ли говорить, что это оказалось шоком как для Давида с Сильвией, так и для всей команды Рокеров.                                                                             | William Barragan |
| 44      | Секреты раскрыты «Secrets Uncovered»                              | Нико активирует трекер и выясняет, где находится телефон Мистера М, который он пытался найти. Сигнал приводит к Мэтту, который заканчивает тем, что говорит всю правду и показывает свою секретную комнату. Нико обещает Мэтту держать в секрете личность таинственного Мистера М. | William Barragan |
| 45      | Всего месяц «Just a month»                                        | Сильвия показывает Нико свои силы и просит помощи у товарища по команде. Он, будучи шокированным увиденным, уходит, не дав ответа. Давид готовит Сильвии сюрприз, чтобы отпраздновать месяц их отношений, но все идет не так, как планировалось и этот, ожидаемо романтичный день, заканчивается печальным расставанием. | William Barragan |
| 46      | Наушники 2.0 «The 2.0 headphone»                                  | После тяжелого расставания Сильвия и Дэвид переживают трудные дни. В школе, директор объявляет имена, которые будут участвовать в конкурсе самых выдающихся студентов семестра. Мэтт надевает такие же наушники, как у Сильвии и начинает видеть все в пикселях. Сильвия также страдает от этого. | William Barragan |
| 47      | Мэтт — новый аватар «Matt, a new avatar»                          | Мэтт использует те самые наушники и начинает чувствовать первые признаки «аватаризации». Сильвия также страдает от последствий и видит, что ее силы выходят из-под контроля. Ситуация создает хаос между его друзьями и Гектором, чьи личности изменились. | William Barragan |
| 48      | Силы Мэтта «Matt’s powers»                                        | Мэтт продолжает анализировать силы, которые он приобрел после использования наушников, и пытается показать их профессору Мануэлю. Сильвия обнаруживает, что у ее лучшего друга есть наушники, идентичные ее наушникам, и та решает провести расследование. Она оказывается очень удивлена, обнаружив силы Мэтта. | William Barragan |
| 49      | Аватар против аватара «Avatar vs Avatar»                          | Сильвия все еще беспокоится, увидев, что у Мэтта есть такая же гарнитура, как и у нее, и что у него тоже есть способности. Чего она больше всего боится, так это того, что его друг может пострадать от последствий обдуманного использования наушников, и что он навсегда может застрять в «Лабиринте». | William Barragan |
| 50      | В одном шаге от Затерянного Города «One step away from Lost City» | Мэтт оказался очень раздражен, узнав, что у Сильвии тоже есть силы и что она и Гектор скрывали от него информацию о Матео. Сильвия пытается любой ценой объяснить, насколько опасно использование наушников. Тем временем Мэтт рассказывает Норе свой секрет. | William Barragan |
| 51      | Решение Мэтта «Matt's decision»                                   | Сильвия и Гектор показывают Мэтту видео с Матео и объясняют, что он внутри игры. После шока, обнаружив, что его отец жив и в ловушке в Затерянном городе, Мэтт решает присоединиться к расследованию, а затем пытается убедить Сильвию и Гектора пойти за Матео в игру. | William Barragan |
| 52      | Голос Пикси «The voice of Pixie»                                  | После долгих исследований Нико находит способ понять звуки, которые издает Пикси (виртуальный питомец, появившийся планшете Нико), используя своего рода алфавит. Сильвия, Мэтт, Нико, Лаура, Таня и Гектор понимают, что сообщение, которое они только что расшифровали, содержит местонахождение Зигориско. Тем временем, отношения Давида и Хелен вырастают во что-то новое, но Давид все еще находится в небольшом сомнении.                                           | William Barragan |
| 53      | Координаты «Coordinates»                                          | Нико может расшифровать двоичный код и получить местоположение Зигориско. Однако во время превращения этого кода в адрес, Нико и его друзья обнаруживают, что географические координаты указывают на отдаленное место посреди Тихого океана. | William Barragan |
| 54      | Дети Зигориско «The children of Zigorisko»                        | Наконец выяснив верный адрес, Сильвия, Мэтт, Нико, Таня и Лаура приходят к дому Зигориско и настаивают на том, чтобы им открыли дверь, пока не встречают Тиаго и Элизу, детей Зигориско. Они выдвигают условие, только выполнив которое, можно будет встретиться с Зигориско. Нужно всего лишь выиграть детей в какой-либо игре, выбранной ими, причем игра не компьютерная. Вот только есть проблема: Эти дети - профессионалы абсолютно во всех играх.                   | William Barragan |
| 55      | Откровение Зигориско «The revelation of Zigorisko»                | Мэтт и Сильвия наконец могут поговорить с Зигориско. Они рассказывают, что происходит с Матео, попавшим в Затерянный Город, и просят его о помощи. Тем не менее, Зигориско отказывает им и вспоминает, что Матео не слушал его, когда он предупреждал его не продолжать проект. | William Barragan |
| 56      | Время истекает «The time is ending»                               | Сильвия идет к дому Дэвида и показывает свои силы. Тот в шоке, но обещает никому не говорить. Вскоре после этого момента появляются Рокеры и Хелен, чтобы поздравить его с матчем с Мэттом. Окружающая среда становится напряженной, и Рут пользуется возможностью, чтобы сделать комментарии Давиду и Сильвии, которые давят на Хелен. | William Barragan |
| 57      | Давид против Хелен «David vs Helen»                               | Давид расстается с Хелен и просит Конга никому не говорить об этом, и особенно Сильвии. Но он рассказывает Тане, Таня рассказывает Лауре, Лаура говорит Пабло и так далее. В итоге все об этом знают, кроме Сильвии. К несчастью, Рут тоже об этом узнала. Позже, Давиду придется еще раз столкнуться с Хелен в качестве противника на игре в полуфинале. | William Barragan |
| 58      | Где Пикси? «Where is Pixie?»                                      | Во время совместной работы Нико и Пикси, последний, после каких-то помех, исчезает из планшета Нико. Теперь ему предстоит найти способ вернуть Пикси, но это оказывается труднее, чем казалось. Помимо этого, Нубам предстоит сразиться с командой "Обезьяны" в полуфинале и им никак нельзя проиграть. | William Barragan |
| 59      | Связь «Connection»                                                | После победы Нубов, Давид и Сильвия наконец могут наконец рассказать все, что чувствуют по отношению друг к другу. Зная секрет Сильвии, Давид наконец понял прошлую отчужденность Сильвии. Однако разговор прерывает звонок Сильвии, и она, узнав, что Мэтт исчез, вынуждена поспешно уйти. | William Barragan |
| 60      | Последний матч «The last match»                                   | Сильвия и Давид потерялись в Затерянном Городе. К счастью, она может разговаривать с Ником, который направляет ее к Мэтта и Матео. После их нахождения, Мэтт и Матео покидают игру, а Сильвия загружает патч Зигориско на уничтожение Затерянного Города. Найдя Давида, они спаслись в последний момент. После этого, они сошлись в финальном матче, на который кое-как успели. В конце, Давид и Сильвия снова начинают встречаются и сливаются в поцелуе на базе Рокеров. | William Barragan |

### Сезон 2 (2020)
| № серии | Название                                                                  | Описание | Режиссер |
| ------- | ------------------------------------------------------------------------- | --- | -------- |
| 01      | Начало конца в Города Аватаров «Avatar City and the Beginning of the End» | ГеймОвер отправляется в Город Аватаров, чтобы начать свой план мести Сильвии. И выбирает Афину и Рокко для своего плана. Сильвия покидает Нубов, и во время игры с Дэвидом Афина меняет его личность, инициируя план ГеймОвера. |          |
| 02      | Новый Рокер «The New Rocker»                                              | План ГеймОвера действительно невозможно остановить. Афине удается присоединиться к команде Рокеров, и Рокко начинает приближаться к Нубам, когда они узнают, что Сильвия и Дэвид устроили встречу, они решают предотвратить их встречу, чтобы выполнить свою миссию.                                                                         |          |
| 03      | И игра начинается «And the Game Begins»                                   | Сильвия и Дэвид прекращают отношения и теперь решают посвятить себя изо всех сил своей команде. Нубы заканчивают сбор игроков в команду, вызывая Рокко в качестве нового члена, и готовы к следующему чемпионату, который объявляется местном клубе для геймеров.                                                                            |          |
| 04      | Неизвестные миры «Unknown Worlds»                                         | Афина и Рокко вместе узнают, что такое поцелуй. Вернувшись в реальный мир, эти двое начинают план победы над Дэвидом и Сильвией. Рокко использует свои силы, чтобы помочь Сильвии участвовать в обоих соревнованиях, подвергая себя в опасность.                                                                                             |          |
| 05      | Вечеринка и поцелуй «A Party and a Kiss»                                  | Рут планирует вечеринку с намерением сблизиться с Дэвидом, но ее планы пошли не по плану, из-за Афины, которая поцеловала Давида прямо на глазах у всех. Тем временем Рокко беседует с Сильвией и гарантирует, что поможет ей навсегда забыть о Дэвиде.                                                                                      |          |
| 06      | Конец Аватаров «Endangered Avatars»                                       | Афина и Дэвид поцеловались на сцене конкурса, и это по беспокоило Рут, но в основном Сильвию, которая решает, что она забудет его Давида навсегда. По прибытии в Город Аватаров Афину и Рокко наказал Совет Аватаров. |          |
| 07      | Клоны бунтуют «Rebel Clones»                                              | Мелвин помогает Афине и Рокко управлять своими клонами в реальном мире, но клоны хотят объединить Сильвию и Дэвида, чего настоящие Афина и Рокко не ожидали, в скором времени Мелвин уничтожает клонов, и возвращается в Город Аватаров. |          |
| 08      | Враги и соперники «Соперники и враги»                                     | Афину и Рокко освободил Совет Аватаров, и они возвращаются в реальный мир, и приступают к заданию. Они пытаются разделить Дэвида и Сильвию, но обнаруживают, что им их разъеденить не так уж просто, они смогут разъединить их, если станут злодеями, но не рассчитали, что у Давида был план по предотвращению его разъеденения с Сильвией. |          |
| 09      | Опасно вирус! «Danger, Virus»                                             | Дэвид не может доказать Сильвии всю правду о Рокко. В этот момент Эрик заболел. Узнав о вирусе, который витает вокруг школы, аватары начинают пугаться и возвращаются в Город Аватаров, прежде чем они смогут заразиться. |          |
| 10      | Ошибка зарядки «Load Error»                                               | Сильвия прощается с баскетболом и пользуется всей поддержкой своей семьи и друзей, включая Рут. А тем временем в Городе Аватаров происходит ошибка под зарядкии Аватаров, они резко начинают терять энергию. |          |
| 11      | Забастовка Аватаров «Avatars Strike»                                      | Крал созывает своих собратьев-аватаров, чтобы провести всеобщую забастовку, но ГеймОверу эта идея совершенно не нравится, и он решает раскрыть себя всем, чтобы рассказать им свой план. |          |
| 12      | Рут Аватар? «Ruth ... an Avatar?»                                         | Команда Рокеров проигрывает свою первую игру, и Рут винит во всем свой аватар, обвиняя Мелвина в поражении. ГеймОверу не нравится, как Рут обращается с Мелвином после окончания матча, и решает привести ее в Город Аватаров. |          |
| 13      | Выиграть или выиграть «Win or win»                                        | Аватары выбирают Дилегата в Совете Аватаров, и это создает большую конкуренцию между Афиной и Рокко, которую им удается перенести в реальный мир, в котором они заставляют выбирать их на место Дилегата в школе. |          |
| 14      | Родительская тревога «SOS. Parents»                                       | Афине и Рокко срочно нужно найти родителей, и они решают попросить Коснику и Крала о помощи, которую они принимают только в том случае, если двое откажутся от своих кандидатур. Путешествуя в реальный мир, они находят своих любимых игроков.                                                                                              |          |
| 15      | Проблема с телепортом « Transport Problems»                               | Косника и Крал при телепорте в Город Аватаров сломали телепортатор, но им удалось вернуться в Город Аватаров, но следующим Рокко, Афине, Мелвину, Джекки не удалось вернуться в город. Что приводит к опасности для них. |          |
| 16      | Плохо, плохо, плохо «Evil, Evil, Evil»                                    | ГеймОвер исправляет портал в реальный мир и возвращает аватаров. Когда он увидел, что его планы находятся под угрозой, он хотел уничтожить аватаров, но они убедили их не делать этого. Теперь у аватаров есть миссия: творить зло людям. |          |
| 17      | День Святого Валентина «Valentine's Day»                                  | Рокко зовет Сильвию на свидание, но она не отвечает. Начинается предпоследний турнир чемпионата, и Нубы проигрывают свою первую игру. У Рут есть некоторые воспоминания о поцелуе, и ГеймОвер решил стереть ей память. |          |
| 18      | Воспоминания, ложь и Аватары «Memories, Lies and Avatars»                 | Дэвид устал от ревности Афины и понимает, что все еще любит Сильвию. Тем временем Сильвия сближается с Рокко и начинает видеть возможность быть больше, чем друзьями. |          |
| 19      | Запрещено загипнотизировать Сильвию «Forbidden to Hypnotize Silvia»       | Рокко гипнотизирует Сильвию, но все идет не так, как планировалось. Сильвия хочет отдалиться от Рокко и признается Дэвиду во всех своих чувствах. Рокко разыскивает ГеймОвера, который дает ему амулет, чтобы противодействовать эффекту гипноза.                                                                                            |          |
| 20      | Конец Аватаров «The End of Avatars»                                       | Новый владелец Пиксель Видеоигры решает сменить аватаров Лабиринта, и они начинают исчезать. Сильвия и Дэвид сопротивляются этой идее, они хотят участвовать в мире со своими обычными аватарами, а не новыми. |          |
| 21      | Аватары под наблюдением «Avatars in Observation»                          | ГеймОвер прерывает игру, поэтому разработчики игры Лабиринт решают удалить код для новых аватаров. По возвращении в Город Аватаров, аватары должны быть проанализированы, и вышло, что Мелвина и Рокко нашлась болезнь, и они должны быть под наблюдением.                                                                                   |          |
| 22      | Братья объединились или разошлись «United or Disunited Brothers»          | Рокко и Мелвин говорят, что они братья-близнецы. Эта новость не очень радует Артуро, который решает исключить одного из них из школы, но другие ученики не хотят, чтобы одного из них исключили, и начинают создавать протест. |          |
| 23      | Пока Рокко «Goodbye Rocco»                                                | Решение Артуро необратимо, и Рокко должен покинуть школу, но у Сильвии есть план, чтобы оставить Рокко. Чего не ожидалось, так это то, что Рокко гипнотизирует Дэвида, чтобы узнать, как сделать так, чтобы Сильвия стала его девушкой. |          |
| 24      | Проблемы и еще больше проблем « Problems, Problems and More Problems»     | Клуб стоит под гранью закрытия, и Сильвия объединяется с Давидом, чтобы предотвратить это, играя в особую игру против нескольких влиятельных лиц, но, к их удивлению, Афина и Рокко не пришли во время. Сильвия и Давид решают расстаться с ними.                                                                                            |          |
| 25      | Гипноз для каждого «Hypnosis for Everyone»                                | Афина, Рокко и Мелвин решают попросить ГеймОвера о помощи, чтобы загипнотизировать нужных людей, но все идет не так, как ожидалось, и в итоге ГеймОвер решает уничтожить одного из аватаров, и решает уничтожить Афину. |          |
| 26      | Афина пропала без вести «Athina, Missing in Combat»                       | Рут узнает, что Афина это аватар, и ГеймОвер никому не сообщает о своих планах. Приведя Афину в Город Аватар, он наказывает ее и говорит всем аватарам, что Афины больше не существует. |          |
| 27      | Нубы обязаны проиграть «Noobees have to lose»                             | С помощью новых союзников Афине удается воплотить в жизнь новый план ГеймОвера. А в результате, у Сильвии случается встреча, которой она и не ожидала. |          |
| 28      | Возвращение сил «The Return of Powers»                                    | Афине нужно выполнить новый план ГеймОвера, и с помощью Рут и Нины она берет Сильвию в Город Аватаров. Там Сильвия воссоединяется с ГеймОвером, которая желает исключить Нубов из чемпионата. |          |
| 29      | Неожиданное возвращение «An Unexpected Turn»                              | Сильвия подозревает, что Рут имеет какое-то отношение к возвращению ее сил. Гектор хочет раскрыть все секреты Лабиринта, и, к своему удивлению, Матео теперь работает в Пиксель Видеоигры и готов разгадать все. |          |
| 30      | Секрет «The secret»                                                       | ГеймОвер обнаруживает план Матео и решает присоединиться к нему. Таким образом, он инициирует новый план навсегда разлучить Сильвию и Дэвида. |          |
| 31      | Отставка «The Renunciation»                                               | Сильвия и Дэвид принимают решение, о котором они даже не догадывались. Рут отправляется в Город Аватаров, где у ГеймОвера есть сюрприз, который никто не мог представить. |          |
| 32      | Рут в деле «Ruth in Action»                                               | План Сильвии работает, но он также заставляет Дэвида принять решение, которое ее удивит. Рут обнаруживает часть плана ГеймОвера. |          |
| 33      | Лаура возвращается «Laura's Return»                                       | Лаура становится новой жертвой плана ГеймОвера. Крал устал от ГеймОвера и поворачивается против него, подвергая риску ближайший к нему аватара. Возвращение Лауры неожиданно для всех, особенно для Сильвии. |          |
| 34      | Неожиданные знакомства «Unexpected Dating»                                | Начинается чемпионат мира ЛПИ, а Лаура ведет себя странно, вызывая недоверие у Сильвии. Сильвия также считает, что Дэвид загипнотизирован, и решает провести расследование. |          |
| 35      | Кто загипнотизировал Давида? «Who hypnotized David?»                      | Сильвия полна решимости выяснить, кто загипнотизировал Дэвида, и с помощью приложения, созданного Нико, они с подозрением относятся к кому-то очень близкому. |          |
| 36      | Месть Рут «Ruth's Revenge»                                                | Рут хочет отомстить Сильвии, но все идет не так, как она надеялась, и ей приходится обращаться к ГеймОверу за помощью. Нико думает, что он понял, почему Дэвид такой странный. |          |
| 37      | Мир для Аватаров «The World is for Avatars»                               | ГеймОвер инициирует план по превращению мира в аватаров. Все идет хорошо, пока Дэвид и Сильвия не объединятся против него. Перед началом нового матча чемпионата мира Сильвия получает таинственный подарок. |          |
| 38      | Телефон Матео «The Mateo Phones»                                          | ГеймОвер запускает свой грандиозный план против людей, но все идет не так хорошо, как планировалось. У Афины и Рут возникают проблемы. |          |
| 39      | Пути Ирис «The Paths of Iris»                                             | Дэвид появляется в старой видеоигре, и искусственный интеллект игры сообщает ему о злом плане, в котором он имеет против лабиринта. Теперь аватарам необходимо присоединиться к ГеймОверу, чтобы спастись. |          |
| 40      | Ирис против Лабиринта «ris Versus Labyrinth»                              | Сильвия и Дэвид присоединяются к плану Ирис. Путешествуя в Городе Аватаров, они узнают о нескольких вещах, которые навсегда изменят их жизнь. |          |
| 41      | Кто такая Рут? «Who is Ruth?»                                             | Сильвия вспоминает, что жила в Городе Аватаров, и на глазах у всех обвиняет Рут в том, что она аватар. Рут не позволяет Сильвии продолжать делать обвинять ее и инициирует план против нее. |          |
| 42      | Рутизированный Аватарный План «A Ruthized Avatarsic Plan»                 | Сильвия решает помочь Рут не страдать от последствий плана ГеймОвера, но она не представляет, что все это ловушка и что она вот-вот станет жертвой Рут. |          |
| 43      | Эксперимент «The Experiment»                                              | ГеймОвер запускает эксперимент, в котором главными героями выступают Сильвия и Рутилика. Косника делает все возможное, чтобы планы ГеймОвера не были реализованы. |          |
| 44      | Рут это Сильвия «Ruth is Silvia»                                          | Эксперимент ГеймОвера удался, и теперь Рут столкнулась с самым большим испытанием в ее актерской карьере; Рут понимает, что жизнь Аватара и ее человеческая жизнь находятся под угрозой. |          |
| 45      | Дар разрушения «The Gift of Destruction»                                  | Чтобы предотвратить дар разрушения и предотвратить исчезновение всех аватаров, ГеймОверу нужен дар строительства и поручает Рокко новую миссию, чтобы все не были уничтожены. |          |
| 46      | Уничтожение «The destruction»                                             | ГеймОвер удивляет всех, когда он признается, что у Дэвида и Сильвии все хорошо. Теперь их нужно вернуть их двоих в реальный мир, но дела идут не очень хорошо, и план против них начинает разрабатываться. |          |
| 47      | Сильвия и вся правда «Silvia and the whole truth»                         | Сильвия делает великое открытие, которое побуждает ее сделать важное предложение для ГеймОвера. Чемпионат мира продолжается, удивляя всех поражением одной из любимых команд. |          |
| 48      | Пакт Сильвии «The Silvia Pact»                                            | Сильвия готова встретиться с ГеймОвером и сделать предложение, которое существенно изменит планы в области искусственного интеллекта. |          |
| 49      | Новая Сильвия «A New Silvia»                                              | Сильвия узнает новый план ГеймОвера, в котором она является главным героем. Рут не облегчает ГеймОверу. |          |
| 50      | Сильвика против Рутилики «Silvix vs. Ruthilic»                            | План Сильвики успешно реализуется. Даже без поддержки аватарок у нее получается. |          |
| 51      | Кто Сильвия? «Who is Silvia?»                                             | Чтобы положить конец плану Сильвикb, Рут начинает свой собственный план и показывает Дэвиду правду. |          |
| 52      | Давид и откровение «David and the Revelation»                             | Дэвид узнает правду и принимает меры, но Сильвика делает предложение, которое может изменить его планы. |          |
| 53      | Все против Сильвики «All against Silvix»                                  | Сильвика начинает новый план. Чего она не ожидает, так это того, что Лаура, Гектор и Матео расшифруют файлы лабиринта, а Рокко сделает открытие, которое положит конец его планам. |          |
| 54      | План Сильвии «Silvia's plan»                                              | Сильвия хочет освободить Дэвида и с помощью Рут инициирует план против Сильвики. Она просто не ожидала, что Сильвика сделает предложение, которое для нее неопровержимо. |          |
| 55      | Освобождение «Liberation»                                                 | Новый план ГеймОвера удивляет всех аватаров, которые не представляют, что станут новыми жертвами искусственного интеллекта и его нового союзника. |          |
| 56      | Опасный вирус «A Dangerous Virus»                                         | Странный вирус поражает Пикси и Рокко. И ГеймОвер совершает крупный прорыв, который приносит пользу его новому плану, который скоро будет реализован. |          |
| 57      | Один путь до Полу-Финала «On the Way to the Semi-Final»                   | Нубы собираются исключить из чемпионата мира, не зная, что происходит с Рокко. |          |
| 58      | Конец принципам «The End Principle»                                       | План ГеймОвера начинается, но он должен поймать аватаров, чтобы они не узнали. В любом случае дела идут не очень хорошо, когда Пикси делает большое открытие. |          |
| 59      | Кто такой Давид? «Who is David?»                                          | В середине решающей игры для Нубов игра имеет недостатки. Это все часть плана ГеймОвера, у которого, кроме того, есть доказательства того, что он просит Рут показать свою лояльность. |          |
| 60      | Объедененные игроки «United Gamers»                                       | Финал чемпионата мира по Лабиринту приходит вместе с временем для ГеймОвера, чтобы выполнить свою цель - пока люди позволяют это. |          |

## Показ
Сериал впервые вышел на экраны в Латинской Америке 17 сентября 2018 года и закончился 7 декабря 2018 года. Первый сезон состоял из 60 серий.
Первый сезон, который дебютировал в Латинской Америке, достиг больше чем 10,4 миллиона зрителей платного ТВ. Сериал занял 1-е место в Мексике, среди женской аудитории детей: возрастной группы от 4 до 11 лет. В Колумбии сериал занял 2-е место среди женской аудитории от 7 до 14 лет.
Отмечается, что показ сериала вскоре шёл уже в 25 странах мира:

Киберспорт всё больше набирает силу в обществе. Постепенно он перестаёт быть эксклюзивной территорией для любителей видеоигр, чтобы начать интересовать больше людей. И доказательством этого расширения является то, что он делает прыжок на другие платформы, такие как телевидение.— испанская газета «Crónica Global»
Благодаря такому успеху, Viacom International Studios включила этот сериал в список самых успешных и быстрорастущих сериалов, которые в настоящее время распространяются этой студией. Также насчёт этого сериала высказались Татьяна Родригез, старший вице-президент по программированию и креативным стратегиям в Nickelodeon Latin America, и Хавьер Мендес, руководитель отдела контента Mediapro, в Национальной ассоциации руководителей телевидения (NATPE) в Майами, штат Флорида:

«Нубы» невероятно хорошо связаны с нашей аудиторией и создают замечательную фан-базу для шоу и персонажей. Расширение этого производства с Mediapro приносит большое удовлетворение, так как есть много других историй, которые можно рассказать о персонажах. Секретная вселенная игр и киберспортивных турниров в рамках программы. — Татьяна Родригез, старший вице-президент по программированию и креативным стратегиям в Nickelodeon Latin America

Мы очень рады объявить о втором сезоне этого сериала с Viacom. Мы уверены, что «Нубы» будут и впредь иметь успех с их удивительными историями в мире киберспорта.— Хавьер Мендес, руководитель отдела контента Mediapro в Национальной Ассоциации Руководителей Телевидения (NATPE) в Майами, штат Флорида
После успешного показа первого сезона, 24 января Nickelodeon Latin America, Viacom International Studios и The Mediapro Studio объявили о начале съёмок второго сезона сериала. По предварительным данным, актёрский состав останется прежним, как и количество серий в новом сезоне. Международная дистрибуция будет производиться командой распространения контента VIMN Americas. Предположительно, выход первых серий нового сезона в Бразилии и странах Латинской Америки запланирован на февраль 2020 года.

## Критика
Режиссёр Уильям Барраган воспроизводит в сериале атмосферу больших игр, финалов, конкуренции среди команд, включая впечатляющие кадры профессиональной лиги видеоигр (LVP). — испанская газета «Crónica Global»

История, созданная Энрике Пересом, изображает изо дня в день детей в школе, типичную любовную драму, которой не может не быть, и родительскую поддержку во всех сферах жизни, но в основном сосредоточена на культуре геймеров.
Сериал имеет свою собственную игру под названием «Лабиринт», в которой есть несколько ссылок на знаменитую RPG League of Legends.
Помимо видеоигр, эта сериал принесет с собой оттенок комедии, драмы и любви, а также довольно разнообразный актёрский состав.
Это новой проект, предназначенный для детей от семи лет и старше, его создателями характеризуется как один из самых оригинальных аудиовизуальных материалов и порождает новые тенденции детской фантастики на международном рынке.
Оригинальный текст (исп.)La historia, creada por Enrique Pérez, representa el día a día de los niños en el colegio, el drama amoroso típico que no puede faltar y el apoyo de los padres en todos los aspectos de la vida, pero sobre todo se centra en la cultura gamer.
La serie cuenta con su propio juego, llamado Laberintos, que tiene varios referentes del famoso juego de rol League of Legends.
Más allá de los videojuegos, esta serie traerá consigo un tono de comedia, drama y amor, además de un elenco bastante diverso.

— Daniela Suárez Zuluaga - “N00bees”, para jugar en serie // El Espectador, 28 мая 2018